# Gewog
Gewog är en geografisk lokaladministrativ indelning i Bhutan, som ungefär kan liknas vid svenska kommuner. År 2005 fanns det 205 gewoger i Bhutan. En gewog bestå av ett antal städer, ingår i en dzongkhag, som ungefär kan liknas vid ett län.